# Hadena magnolii
Hadena magnolii là một loài bướm đêm thuộc họ Noctuidae. Nó được tìm thấy ở Maroc, Algérie, tây nam châu Âu, Thổ Nhĩ Kỳ, Israel và Liban, Iran, Turkmenistan, Uzbekistan và Kirghizia.
Con trưởng thành bay từ tháng 5 đến tháng 6. Có một lứa một năm.
Ấu trùng ăn hoa và hạt của Silene nutans và các loài Silene khác.

## Phụ loài
- Hadena magnolii magnolii
- Hadena magnolii fabiani